# Kataster

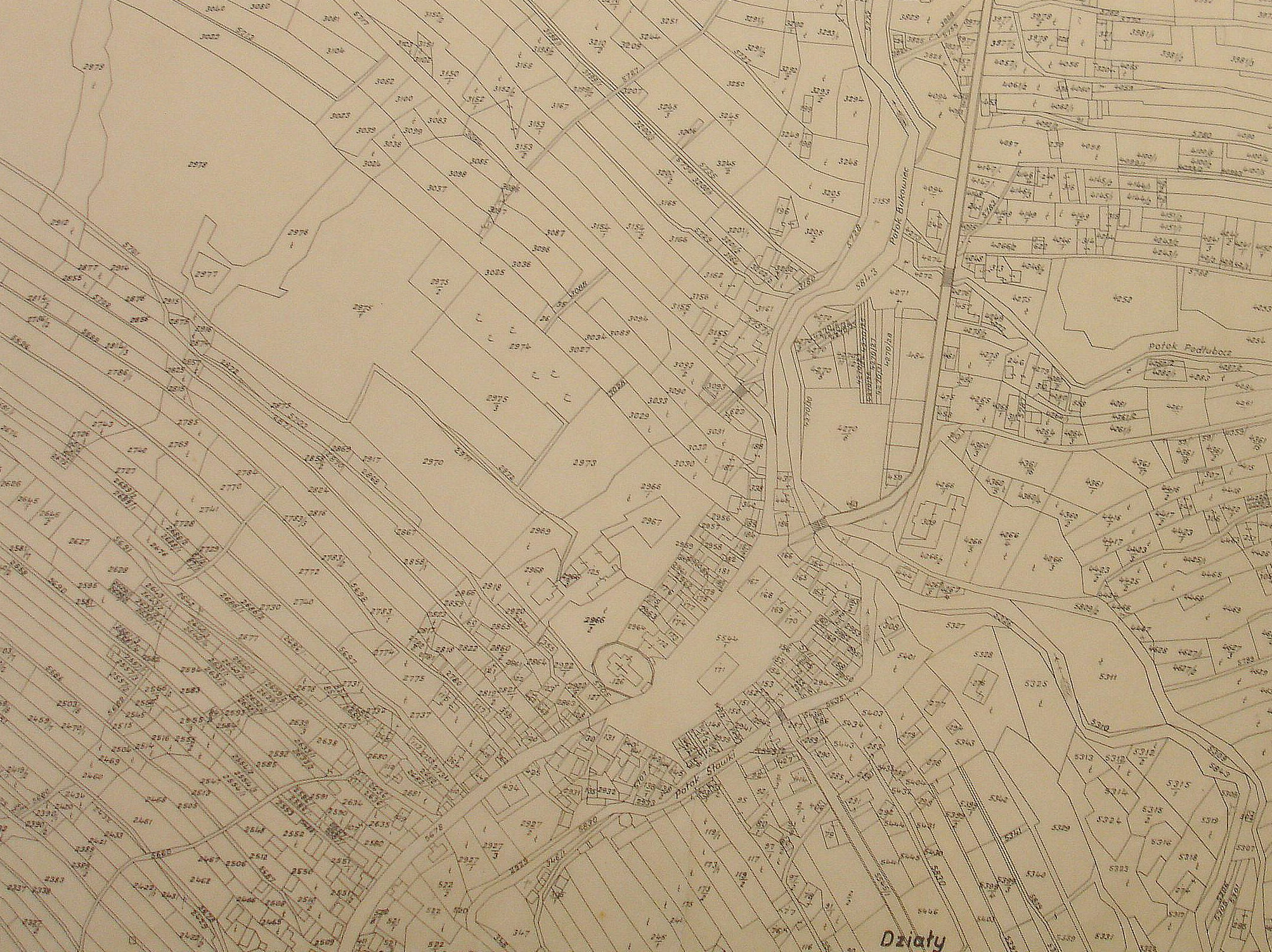
Katasterplan von Bukowsko, Galizien, 1906

Unter Kataster wird im Allgemeinen ein Register, eine Liste oder Sammlung von Dingen oder Sachverhalten mit Raumbezug verstanden. Im engeren Sinne steht das (süddeutsch auch: der) Kataster, genauer das Liegenschaftskataster (LiKa), für das landesweit flächendeckende Register sämtlicher Flurstücke (Parzellen, Grundstücke und grundstücksgleiche Rechte) und deren Beschreibung. In einem beschreibenden Teil (Katasterbuch/Liegenschaftsbuch) und in Karten (Flurkarte/Liegenschaftskarte) werden die Flurstücke mit ihrer räumlichen Lage, Art der Nutzung und Geometrie sowie zusätzlich auch die auf den Flurstücken befindlichen Gebäude beschrieben. Als Liegenschaften werden in Deutschland in den Landesgesetzen die Flurstücke und Gebäude definiert.

## Begriff und rechtsgeschichtliche Entwicklung

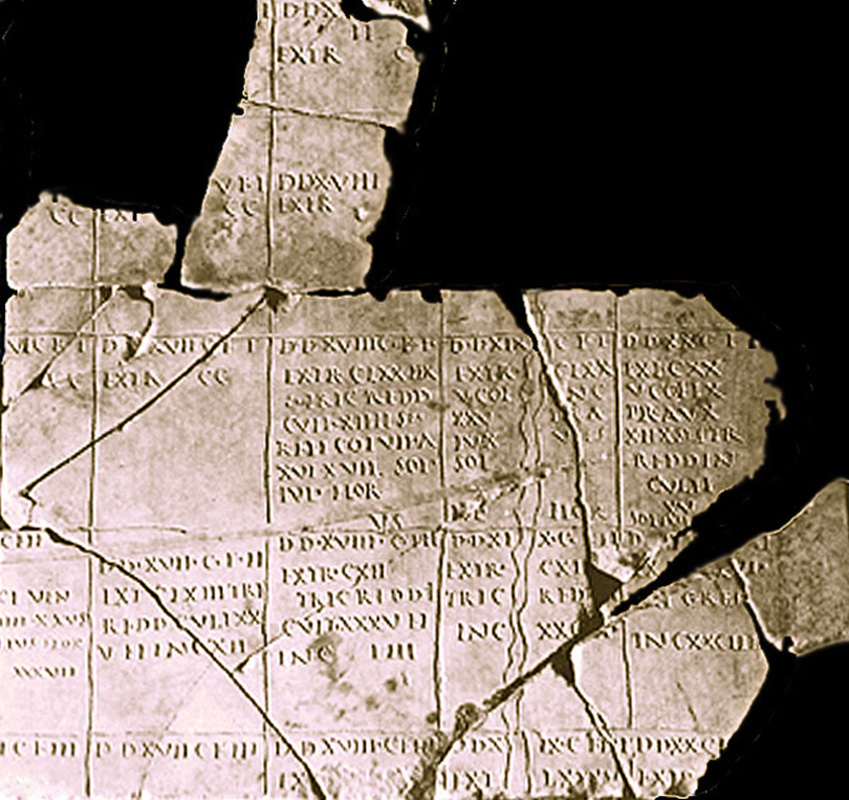
Kataster

Kataster kam über das französische Wort cadastre ins Deutsche und wird in etymologischer Hinsicht auf das griechische Wort κατάστιχον (katástichon „Liste, Register, Geschäftsbuch“) zurückgeführt. Daneben ist der Einfluss weiterer Wörter möglich: Der mittellateinischen Rechtsbegriff catastrum, das wiederum auf ein lateinisches Wort capitastrum „Kopfsteuerverzeichnis“ zurückgeht; und catasta (lateinisch „Stapel, Stoß, Menge“) wurde verwendet für ein Schaugerüst zur Ausstellung verkäuflicher Sklaven, also eine Auflistung der angebotenen Sklaven.
Nach der Französischen Revolution wurde in Frankreich zum Zwecke der Einführung einer Grundsteuer ein die genauen Flächenmaße der Grundstücke wiedergebendes Verzeichnis erstellt. Vorher war der Staat mit einem Schätzsystem oder Deklarationssystem hinsichtlich der Erfassung der Grundstücksflächen sowie aufgrund des „Steuerminderungswillens“ der Eigentümer gescheitert. Ab 1798 wurden daher erstmals alle Flächen, einschließlich der vormals der Kirche und dem Adel gehörenden, vermessen und in einem Register erfasst.
1808 ordnete Napoleon für die linksrheinischen Gebiete eine allgemeine Parzellarvermessung an, um ein Grundsteuerkataster aufzubauen. Dieser Verfahrensweise schloss sich 1819 das Königreich Preußen mit einer dies regelnden Instruktion an. Um 1822 bis 1835 wurden die gesamten westlichen Provinzen nach den von den Grundstückseigentümern angebrachten Grenzmarkierungen vermessen und im rheinisch-westfälischen Urkataster systematisch erfasst. In den vom Adel dominierten Ostprovinzen konnte die landesweite Vermessung und Erfassung erst ab dem 21. Mai 1861 mit einem dies anordnenden Gesetz durchgesetzt werden.
Der Kataster sagt man in Österreich, der Schweiz und Teilen Süddeutschlands. Vermessungsamt ist im ganzen deutschen Sprachraum üblich, Katasteramt hauptsächlich im Norden. Jede andere systematische Erfassung und Aufstellung gleichartiger Gegenstände kann als Kataster bezeichnet werden, so ein Baumkataster, Weinkataster, Altlastenkataster oder Jagdkataster. Wie beim (Liegenschafts-)Kataster gibt es meist einen grafischen Teil (Plan) und ein Verzeichnis (Register); letzteres wird meist als Datenbank in Form eines Geoinformationssystems geführt.

## Aufbau eines Katasters

### Bestandteile

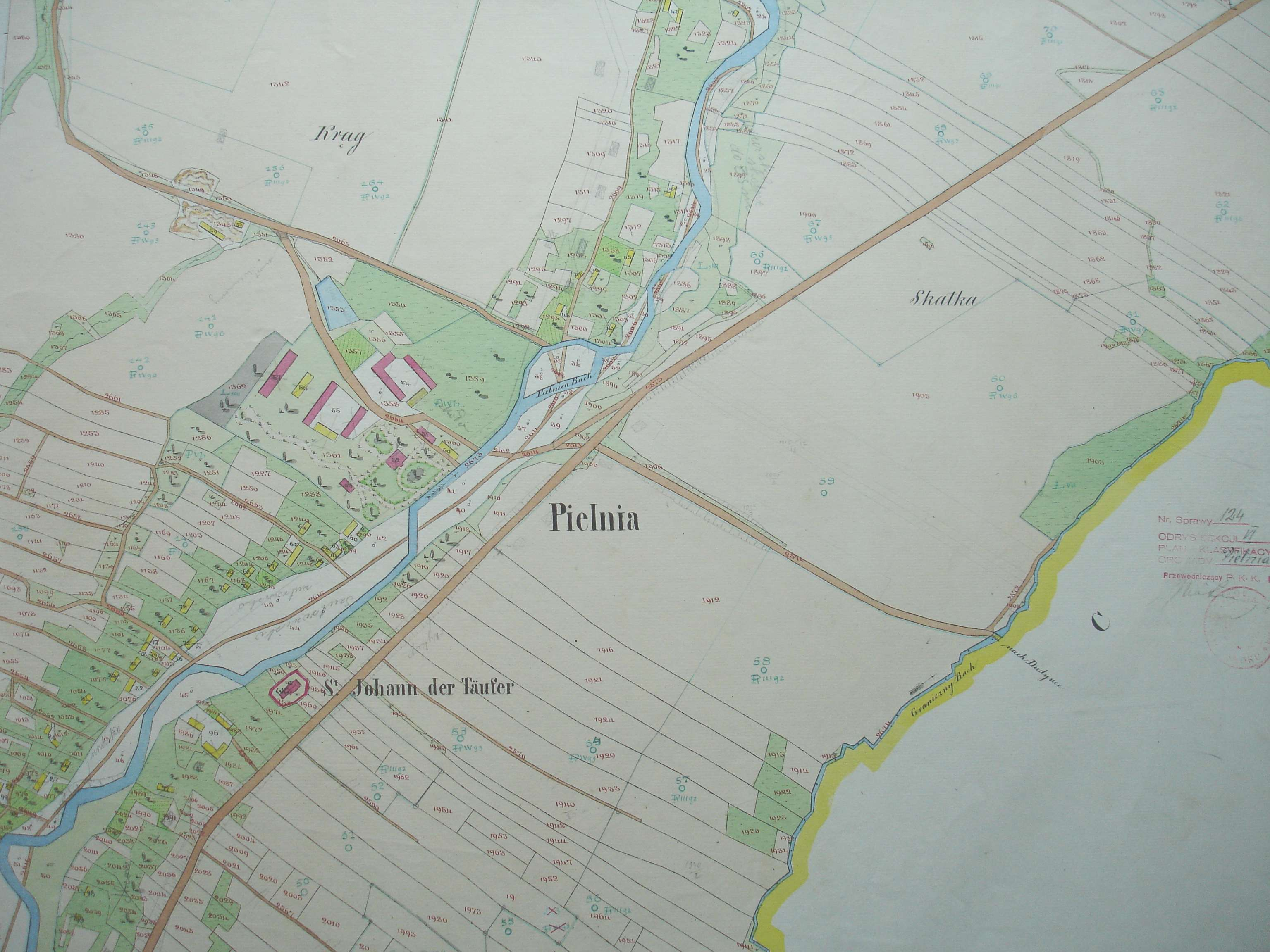
Kataster-Flurkarte von Pielnia, 1852, Galizien

Hauptbestandteile des Katasters sind:
- Katasterbuchwerk
- Katasterkartenwerk
- Katasterzahlenwerk
- sonstige beschreibende Informationen

Das Katasterbuchwerk enthält unter anderem die Bezeichnung des Flurstücks nach Gemarkung, Flur und Flurstücksnummer, die Lage (Adresse), die tatsächliche Nutzungsart und die Größe des Flurstücks. Ferner werden nachrichtlich der im Grundbuch eingetragene Eigentümer sowie die Grundbuchblattnummer nachgewiesen.
Das Katasterkartenwerk besteht hauptsächlich aus der Flurkarte und bei Vorhandensein agrarisch nutzbarer Flächen der Schätzungskarte der amtlichen Bodenschätzung. Hier sind mindestens die räumliche Lage, Form und Abgrenzung der Flurstücke, die Flurstücksnummern, die Gebäude, die Nutzungsarten, die Flur- oder Gemarkungsgrenzen und Straßennamen dargestellt. Oft sind weitere Informationen, beispielsweise Topographie, Gewannennamen und Vermessungspunkte dargestellt.
Das Katasterzahlenwerk umfasst die Vermessungsrisse, die Koordinaten und Koordinatenberechnungen aller im Kataster nachgewiesenen Vermessungs-, Grenz-, Gebäude- und topographischen Punkte sowie den Nachweis der Flächenermittlung. Aufgrund der chronologischen Fortschreibung des immerwährend aufzubewahrenden Katasters können bei Bedarf Grenz- und Vermessungspunkte örtlich aufgesucht und fehlende Vermarkungen oder Sicherungen wiederhergestellt werden. Die Verbindung zweier Grenzpunkte bildet eine Flurstücksgrenze.
Sonstige beschreibende Informationen sind beispielsweise die Anerkennungen der Grundstücksgrenzen durch die Eigentümer (Grenzverhandlung, Grenzniederschrift) nach vorangegangener Fortführung (Teilung oder Grenzwiederherstellung).
Das Buch- und Kartenwerk des Liegenschaftskatasters wird als integraler Bestandteil eines Land- oder Geoinformationssystems (GIS) angesehen. Es stellt amtliche Geobasisdaten bereit.

### Fortführung
Unter Fortführung wird die Aktualisierung der Angaben des Liegenschaftskatasters verstanden. In der Regel wird eine Fortführung auf der Basis der Ergebnisse einer örtlichen Katastervermessung vorgenommen. Hierzu zählen Vermessungen zur Zerlegung von Flurstücken (umgangssprachlich auch Teilungsvermessungen genannt), Grenzfeststellungen und -wiederherstellungen und Gebäudeeinmessungen, ferner die Fortschreibung des Katasters nach einem Bodenordnungsverfahren (zum Beispiel Flurbereinigungsverfahren, Baulandumlegungsverfahren).
Fortführungen sind auch ohne örtliche Vermessung möglich. Hierzu zählen die Sonderung (Zerlegung eines Flurstücks aufgrund von Berechnungen), die Verschmelzung von zwei oder mehreren Flurstücken zu einer neuen Buchungseinheit mit neuer Flurstücksnummer sowie die Berichtigung der Flächenangabe nach einer Neuberechnung oder des Nachweises der tatsächlichen örtlichen Nutzungsart.
Fortführungsvermessungen dürfen nach jeweiligem Landesrecht nur von den hierzu bestimmten Institutionen (Vermessungsstellen) durchgeführt werden. Das sind hauptsächlich das örtlich zuständige Kataster- oder Vermessungsamt und die öffentlich bestellten Vermessungsingenieure. Hierzu bestehen in den Bundesländern unterschiedliche Regelungen, die tlw. auch Stadtvermessungsämter oder andere Behörden zur Durchführung von Fortführungsvermessungen ermächtigen, sofern diese vermessungstechnisches Fachpersonal besitzen; im Land Bayern gibt es keine öffentlich bestellten Vermessungsingenieure.

### Nutzung und Öffentlichkeit des Katasters
Das Liegenschaftskataster ist ein beschränkt öffentliches Register. Die Sachdaten des Liegenschaftskatasters können von jedermann eingesehen werden. Zur Einsicht in die Eigentumsangaben ist das berechtigte Interesse darzulegen. Die Nutzungsmöglichkeit des Bürgers umfasst hauptsächlich die Erteilung von Auskünften aus der Amtlichen Liegenschaftskarte (Flurkartenauszug, zum Beispiel für Baugesuche) oder aus dem Flurstücksnachweis. Für alle Nutzungen des Katasters werden traditionell Gebühren erhoben. Immer mehr Länder gehen jedoch dazu über, die Geobasisdaten kostenfrei bereitzustellen.
Andere Stellen (zum Beispiel öffentlich bestellte Vermessungsingenieure und hierzu befugte Ziviltechniker) können ebenfalls Auszüge aus dem Katasterzahlenwerk erhalten, dies zum Beispiel zur Anfertigung eines amtlichen Lageplans, der für eine Grundstücksteilung oder einen Bauantrag Anwendung findet.

### Vermessungen für das/den Kataster

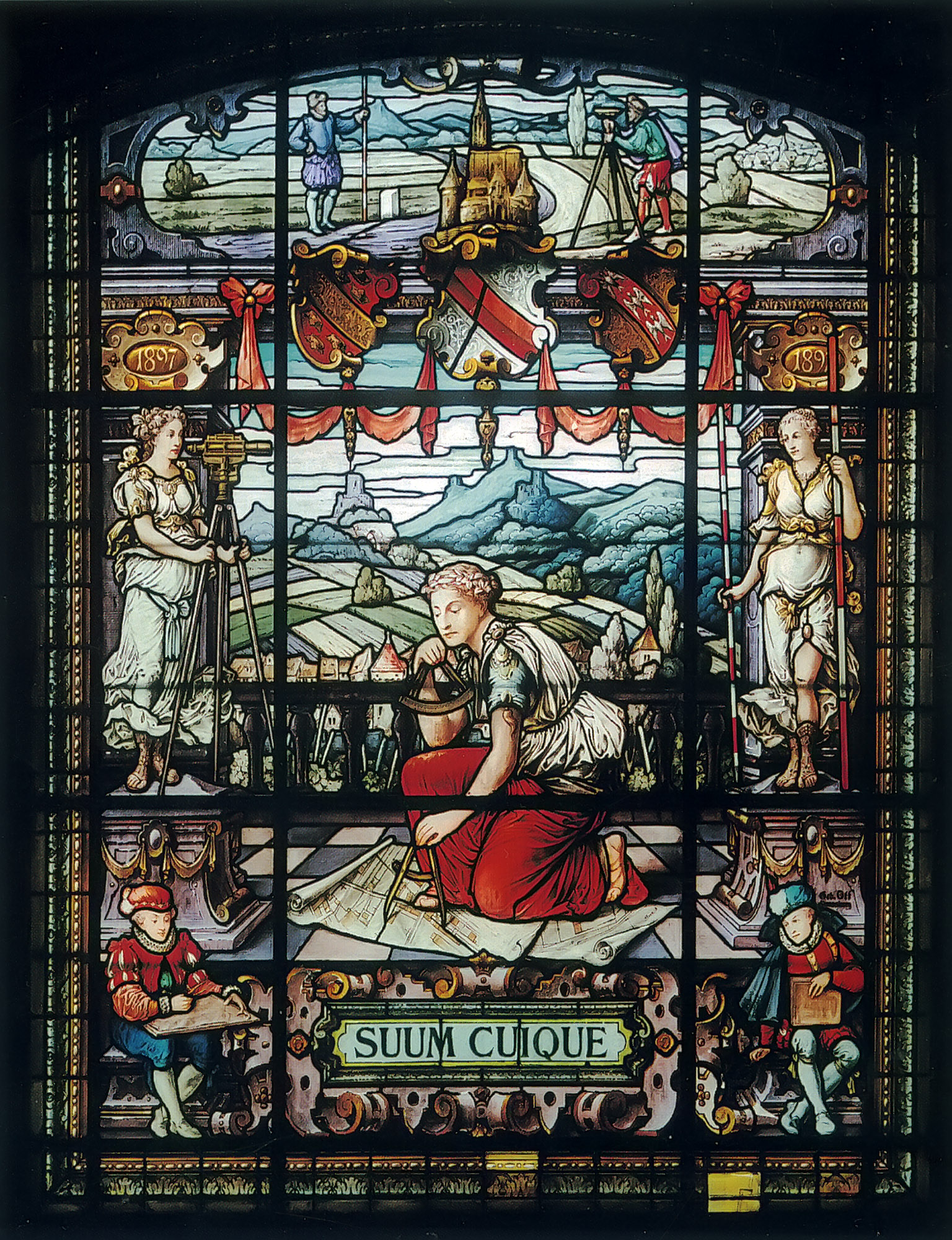

Katastervermessungen dürfen im deutschsprachigen Raum nur durch Ämter und öffentlich bestellte Vermessungsingenieure (in Deutschland ÖbVI, in Österreich durch Zivilgeometer) ausgeführt werden. Diese erheben dafür Gebühren, deren Höhe in der jeweiligen Gebührenordnung festgelegt ist.
Grundstücksvermessungen (oder auch Liegenschaftsvermessungen genannt) sind beispielsweise erforderlich für:
- Vermessung von Gebäuden
- Beglaubigung von diversen Anträgen (z. B. Grundstücksvereinigung)
- Grenzbescheinigung, Ergebnisse von Grenzverhandlungen. Die Grenzbescheinigung wird beispielsweise bei Banken und sonstigen Kreditgebern benötigt
- Zerlegung von Flurstücken als Voraussetzung zur Bildung von Bau- oder neuen Grundstücken
- Übernahme (beispielsweise alter Pläne) in das Liegenschaftskataster

## Geschichte des Katasters
Dargestellt auf dem Gebiet von Preußen:
| Jahr         | Ereignis |
| ------------ | --- |
| 1789         | Französische Revolution |
| 1799         | Napoléon Bonaparte übernimmt die Macht in Frankreich. Code Napoléon regelt die Rechtsverhältnisse im bürgerlichen Leben. |
| 1807         | Napoléon I. besetzt das Rheinland und Westfalen. |
| 1808         | Napoléon ordnet Vermessungen und die Anlegung eines Parzellenkatasters an – zur Besteuerung von Grund und Boden. |
| 1815         | Übergabe der Provinzen Rheinland und Westfalen an Preußen |
| 1819         | Katasterarbeiten in den westlichen Provinzen werden übernommen und fortgesetzt |
| 1834         | Die Vervollständigung des Parzellenkatasters (als Urkataster bezeichnet) wird abgeschlossen. |
| 1839         | Grundsteuergesetz für das Rheinland und Westfalen; Grundlage: Parzellenkataster. |
| 1861         | Neuordnung der Grundsteuererhebung für die östlichen Provinzen Preußens. Nach dem Vorbild der westlichen Provinzen wird ein Parzellenkataster erstellt.                                                                                         |
| 1865         | Im Eilverfahren ist nach vier Jahren ein Kataster zur Besteuerung von Grund und Boden zusammengestellt. |
| 1868–1875    | In der Provinz Hannover (bis 1867 selbständiges Königreich) entsteht das Kataster. |
| 1872         | Preußisches Grundbuchrecht. Einleitung: Übergang – Steuerkataster/Eigentumskataster – „Eigentumserwerb und dingliche Belastung“ werden im Grundbuch eintragungspflichtig. Eintragungen müssen auf das bestehende Kataster zurückgeführt werden. |
| 1877         | Katasteranweisungen I–VII – zum Beispiel Anweisung II: Neuvermessungen müssen Genauigkeitsanforderungen entsprechen. |
| 1881         | Anweisung VIII: Eichung von Vermessungsgeräten wird erforderlich; Anweisung IX: entspricht der Verm.Pkt.-Anweisung I. |
| 1896         | Endgültige Fassung der Fortführungs-Anweisung II: Unterirdische Vermarkung, Grenzherstellung, Grenzverhandlungen |
| 1.1.1900     | Das Bürgerliche Gesetzbuch (BGB) und die darauf fußenden Ausführungsgesetze der Reichsgrundbuchordnung (1897) treten im Deutschen Reich in Kraft.                                                                                               |
| 1910         | Abschluss: Übergang – Steuerkataster/Eigentumskataster – durch Reichsgerichtsurteil. Die Angaben des Katasters (mit Ausnahme der Fläche) nehmen danach endgültig am öffentlichen Glauben des Grundbuches teil.                                  |
| bis 1934     | … unterstand das amtliche Vermessungswesen den damaligen Ländern. Nur trigonometrische Netze höherer Ordnung und das Anfertigen topografischer Karten gehörten zum Aufgabengebiet des Reichsamtes für Landesaufnahme in Berlin                  |
| 1934         | Gesetz über die Schätzung des Kulturbodens. Reichsbodenschätzung – im Zuge einer Reichssteuerreform – Ziel: eine gerechte Verteilung der Steuern, eine planvolle Gestaltung der Bodennutzung, eine Verbesserung der Beleihungsunterlagen.       |
| 1935         | Grundbuchordnung |
| 1940         | Die Verordnung über die Einführung des Reichskatasters als amtliches Verzeichnis der Grundstücke (s. § 2 Abs. 2 GBO) im Sinne des Grundbuches. Das Kataster muss laufendgehalten werden.                                                        |
| 26. Mai 1994 | Bekanntmachung der Neufassung der Grundbuchordnung (BGBl. S. 1114) |

## Nationale Besonderheiten

### Deutschland

#### Generelles
Das Liegenschaftskataster ist das amtliche Verzeichnis der Flurstücke im Sinne des § 2 Abs. 2 Grundbuchordnung (GBO).
In Deutschland ist das Vermessungsrecht Länderrecht. Es gibt je nach Bundesland verschiedene Regelungen für die Führung des Katasters (in Form von Vermessungsgesetzen, Vermessungsverordnungen und Vermessungserlassen). Eintragungen und Änderungen der Katasterunterlagen (Plan und Liegenschaftsregister, beziehungsweise Liegenschaftskarte und -buch) müssen dem Grundbuch mitgeteilt werden.
Der Katasterplan (auch Liegenschaftskarte oder Flurkarte genannt) genießt in Verbindung mit den vermessungstechnischen Unterlagen des Liegenschaftskatasters bzgl. der Lage/Geometrie des Grundstücks öffentlichen Glauben und damit die gesetzliche Vermutung der Richtigkeit (Regelungen hierzu im § 892 BGB und in der Grundbuchordnung (GBO), die bundesweit gültig sind). Die im Grundbuch nur nachrichtlich geführten Einträge (Lage, Größe, Nutzung) nehmen nicht am öffentlichen Glauben teil. Im Grundbuch beschränkt sich der öffentliche Glaube entsprechend seiner Zweckbestimmung auf Rechte und Lasten des Grundstücks.
Zu beachten ist, dass insbesondere die amtliche Fläche (Größe), die verzeichnete Nutzung (Wirtschaftsart) und die dargestellten Gebäude nicht am öffentlichen Glauben teilnehmen. Das heißt, aus der im Kataster oder Grundbuch eingetragenen Flächengröße ergibt sich kein Anspruch darauf, dass das Flurstück tatsächlich diese Größe besitzt. Jedoch wird der gute Glaube an die Richtigkeit einer in der Flurkarte angegebenen, fehlerhaft eingezeichneten Flurstücksgrenze geschützt.
Bezüglich der Daten wurden die ausführenden Vorschriften weitgehend vereinheitlicht, um eine länderübergreifende Datenabgabe gewährleisten zu können. In den meisten Bundesländern ist das Innenministerium, das Finanzministerium oder das Wirtschaftsministerium zuständig.
Das Kataster wird vom zuständigen Kataster- oder Vermessungsamt geführt. Das Kataster stellt das amtliche Verzeichnis im Sinne des § 2 Abs. 2 (GBO) dar. Es dient damit der Sicherung des Eigentums.

#### Beispiele
- Baumkataster
- Friedhofskataster
- Grünflächenkataster
- Straßenkataster
- Schadstoffkataster
- Wärmekataster

### Österreich

#### Aktuelle Regelungen
In Österreich ist der (das) Kataster gemäß Vermessungsgesetz bundeseinheitlich geregelt und wird von den 41 Vermessungsämtern (Katasterämtern) des BEV geführt. Eintragungen im Kataster erfolgen auf Grund von öffentlichen Urkunden, die üblicherweise von Ingenieurkonsulenten für Vermessungswesen (entspricht dem öffentlich bestellten Vermessungsingenieur ÖbVI in Deutschland) erstellt werden. Ein Auszug aus dem Kataster ist via Internet, bei den Vermessungsämtern oder bei Ingenieurkonsulenten für Vermessungswesen erhältlich. Im Kataster ist folgendes enthalten:
- Koordinatenverzeichnis, dient zur Lagebestimmung von Festpunkten und Grundstücksgrenzen
- Pläne und Luftbilder zur Ersichtlichmachung von aktuellen Tatsachen, zum Beispiel Straße, Bebauung
- Katastralmappe, die zeichnerische Darstellung
- Grundstücksverzeichnis: Grundbuchskörper mit Grundstücken, Grundstücksnummer (Gdst.Nr.), Benutzungsart und Benutzungsabschnitte (Parzellen)

#### Kaisertum Österreich
Ein erster Anlauf, die Grundstücke in Österreich zu erfassen, erfolgte unter Maria Theresia (1740–1780). Mit dem Patent vom 5. September 1747 verfügte sie, die Regelung und Erfassung von herrschaftlichem oder Dominikalgrund und bäuerlichem oder Rustikalgrund. Das Aktenmaterial über diese Regulierung bildete den Kataster. Kaiser Joseph II. 1785–1789 ordnete am 27. Juli 1784 die Erstellung des Josefinischen Katasters in allen Erbländern an. Mit dieser Katasteranlage wurde die älteste Feststellung und Vermarkung der Gemeindegrenzen und Festhaltung der Flur- oder Riednamen gegeben. Dieser Kataster weckte allerdings starke Widerstände und musste 1790 unter Leopold II. wieder aufgehoben werden. Er blieb bis zur Einführung des nächsten Katasters vorläufige Basis für die Grundsteuereinhebung. Der erste vollständige Kataster wurde auf Basis des Grundsteuerpatents vom 23. Dezember 1817 durch Kaiser Franz I. angelegt: der Franziszeische Kataster. Dessen ursprünglicher Name lautete Grundsteuerkataster, da er die hauptsächliche Grundlage der Grundsteuerbemessung darstellte. Er trug jedoch zum Aufbau der Grundbücher in Österreich und den Nachfolgestaaten der österreichisch-ungarischen Monarchie bei.

#### Republik Österreich
Mit dem Vermessungsgesetz von 1969 wurde der Grenzkataster eingeführt. Seit 1975 wurde durch Digitalisierung die Grundstücksdatenbank angelegt, und seit 1989 ist die Digitale Katastralmappe (DKM) in Betrieb.

### Schweiz
In der Schweiz ist für das Kataster im Zivilrecht die Bezeichnung Grundbuch üblich. Meist führen die Kantone Kataster für steuerliche Zwecke, mit Liegenschafts-Schätzwerten.

### Frankreich
In Frankreich gibt es zwei Katasterarten: Alsace-Moselle (Elsaß-Lothringen), und France de l’intérieur (dt. „inneres Frankreich“). Als die Provinz Savoyen dem Königreich Sardinien gehörte, gab es ab 1730 ein Kataster, das nach dem endgültigen Anschluss an Frankreich (1860) durch den napoleonischen Kataster von 1848 ersetzt wurde.
Der größte Unterschied ist geschichtlich begründet. Nach dem napoleonischen Kataster (bis 1813) wurde von einer Fortführung des Kartenwerks abgesehen. Nach 1871 erfuhr das Reichsland Elsaß-Lothringen eine Bereinigung des Katasters nach preußischer Art. Ein Grundbuch (livre foncier), die Vermarkung von Grundstücken (abornage), Vermessungsschriften (fichiers cadastraux), Liegenschaftsbuch (Matrice de rôle) sind aus dieser Zeit dem Gebiet des Elsass (Départements Bas-Rhin, Haut-Rhin) und Teilen des lothringischen (Département Moselle) eigen.
Ein öffentlicher Glaube in das Grundbuch besteht nicht. In ganz Frankreich garantiert der Staat nicht für das Eigentum. Die Absicherung der Eigentümer geschieht im inneren Frankreich über notarielle Verträge.
Weitere Besonderheit ist die Veröffentlichung der Katasterunterlagen ohne das in anderen Ländern existierende berechtigte Interesse.

### Brasilien
In Brasilien gibt es unterschiedliche Verhältnisse für den ländlichen und für den städtischen Raum. Für die ländlichen Grundstücke gibt es seit 2001 ein Gesetz, das das vorher schon existierende Steuerkataster in ein Eigentumskataster umwandelt und gleichzeitig die Grenzdefinition über einheitliche Landeskoordinaten vorschreibt (Koordinatenkataster). In den Städten dient das Kataster lediglich steuerlichen Zwecken. Das Grundbuch, das mangels Grundbuchpflicht nur für einen Teil des privaten Grundbesitzes existiert, genießt keinen öffentlichen Glauben, sondern es gilt lediglich die Richtigkeitsvermutung. In Besitz genommene Grundstücke können in der Regel nach fünf Jahren durch Eintragung in das Grundbuch in rechtliches Eigentum überführt werden.